# Ішер
І́шер — місто в графстві Суррей, Англія, яке знаходиться на схід від річки Мол.
Ішер знаходиться на околиці Лондона і з палатою громад у його південній частині. Ішер має лінійну торгову головну вулицю, зі змінними підвищеннями, декількома хмарочосами і дуже вузькими частинами дороги з двостороннім рухом в самому адміністративному районі міста. Ішер охоплює велику площу, між 13 і 15,4 милями на південний захід від вулиці Чарінг-кросс. На півдні, він обмежений трасою A3 Портсмут, яка має міський стандарт автостради і буферизована палатою громад Ішера.
Ішер розділений навпіл A307, історично Портсмут-Роуд, яка приблизно в 1 милі (1,6 км) формує її головну вулицю. Залізнична станція Ішера сполучає місто з лондонським Ватерлоо. Трек Парку Сендауна знаходиться в місті біля станції.
Ландшафтний сад «Клермонт», що знаходиться на півдні, належить Національному тресту, деякий час сад належав британським домам принцесі Шарлоті і її чоловікові, Леопольду I ,королю Бельгії. Потім місто було вибране для спорудження фонтану королеви Вікторії, з рельєфом монарха і увінчаною статуєю Британії.